# Universidad de Maryland

Los colores de la universidad son los de la bandera de Maryland.

La Universidad de Maryland es la universidad más representativa del sistema público universitario de Maryland. Está ubicada en la localidad de College Park, en el condado de Prince George, cerca de Washington D. C., en los Estados Unidos.
Fundada en 1856, la universidad es la institución académica más importante del estado de Maryland, y según los autores de las Greene's Guides (2001) es una de las más destacadas del país. Su situación la convierte en un lugar privilegiado, ya que por hallarse tan cerca de la capital federal, se han establecido equipos conjuntos de la universidad y el gobierno federal. Algunos miembros de la universidad han participado en la fundación de agencias como la Fundación Nacional de la Ciencia, los National Institutes of Health, la NASA, el Departamento de Defensa y la Agencia de Seguridad Nacional, entre otras. Es miembro de la Association of American Universities.
En el año fiscal 2007, la Universidad de Maryland tenía un presupuesto de más de mil millones de dólares. La universidad también recibió cuatrocientos millones de dólares a través de donaciones privadas.

## Información Académica

### Perfil
A partir del año 2023, la Universidad de Maryland estaba clasificada #46 de las mejores universidades nacionales y #19 de las mejores universidades públicas en los Estados Unidos. La Universidad de Maryland ofrece 127 títulos universitarios y 112 títulos de posgrado en trece facultades y escuelas:
- A. James Clark School of Engineering (colegio de ingeniería)
- College of Agriculture and Natural Resources (colegio de agricultura y recursos naturales)
- College of Arts and Humanities (arte y humanidades)
  - School of Languages, Literatures, and Cultures (idiomas, literatura, y culturas)
  - School of Music (música)
- College of Behavioral and Social Sciences (ciencias sociales y del comportamiento)
- College of Computer, Mathematical, and Natural Sciences (informática, matemáticas y ciencias naturales)
- College of Education (educación)
- College of Information Studies (estudios de información)
- Philip Merrill College of Journalism (periodismo)
- School of Architecture, Planning, and Preservation (arquitectura)
- School of Public Health (salud pública)
- School of Public Policy (política pública)
- Oficina de Estudios de Pregrado
- La Escuela de Posgrado

Para obtener más información sobre cada escuela y acceder al sitio web de cada escuela, visite esta página: https://admissions.umd.edu/programs/colleges-schools

### Admisiones

#### Pregrado
U.S. News & World Report considera la Universidad de Maryland una escuela selectiva. Para la clase de 2026 (matriculados otoño 2022), Maryland recibió 56,766 aplicaciones y aceptó 19,451 (34.3%). De los que Maryland aceptó, 4,742 se inscribieron, diciendo que 24.4% de estudiantes que fueron aceptados a la universidad se inscribieron.El porcentaje de retención de estudiantes de primer año en Maryland es del 95,5% y el 88,3% se gradúa en seis años.
34% de la clase de primer año que fueron aceptados presentaron puntajes de SAT; las puntaciones del medio 50 por ciento fueron 1340-1490. 9% de estudiantes de primer año aceptados y matriculados en 2021 presentaron puntajes de ACT; las puntaciones del medio 50 por ciento fueron entre 30 y 34.
|                                                                                   | 2022              | 2021              | 2020              | 2019              | 2018              | 2017              |
| --------------------------------------------------------------------------------- | ----------------- | ----------------- | ----------------- | ----------------- | ----------------- | ----------------- |
| Aplicantes                                                                        | 56,766            | 50,306            | 32,211            | 32,987            | 33,461            | 33,907            |
| Admitidos                                                                         | 19,451            | 20,382            | 16,437            | 14,560            | 15,760            | 15,081            |
| Tasa de admisión                                                                  | 34.3              | 40.5              | 51.1              | 44.1              | 47.1              | 44.5              |
| Matriculados                                                                      | 4,742             | 4,861             | 4,313             | 4,285             | 4,712             | 4,141             |
| Tasa de rendimiento                                                               | 24.4              | 23.8              | 26.2              | 29.4              | 30.0              | 27.5              |
| Puntaje ACT* (fuera de 36)                                                        | 31-34 (8%**)      | 30-34 (9%**)      | 29-34 (28%**)     | 29-33 (31%**)     | 28-33 (35%**)     | 29-33 (45%**)     |
| Puntaje SAT* (fuera de 1600)                                                      | 1380-1520 (49%**) | 1340-1490 (34%**) | 1290-1460 (84%**) | 1290-1460 (82%**) | 1290-1480 (81%**) | 1290-1470 (75%**) |
| * medio 50% ** porcentaje de estudiantes de primer año que entregaron estos datos |                   |                   |                   |                   |                   |                   |